# Maurice Holtzer
Maurice Holtzer est un boxeur français né à Troyes le 21 janvier 1906 et mort le 14 janvier 1989 à Ivry-sur-Seine. Il a notamment été champion de France et d'Europe dans la catégorie poids plumes en 1936. L'année suivante, il remporte la ceinture internationale IBU (International Boxing Union).

## Carrière sportive

### Début de carrière et tournée américaine
Holtzer commence sa carrière de boxeur professionnelle à Paris en 1924. Il gagne ses trois premiers combats puis cinq de huit combats suivants.
À la fin de 1927, Maurice Holtzer affiche un palmarès de 25 victoires en 34 combats. Il commence alors à voyager aux États-Unis et combat dans des villes comme Cleveland, Chicago, Boston, New York, Philadelphie, San Francisco, Denver et Los Angeles. Lors de cette tournée, il affronte Louis Kaplan en juin 1930 : Holzter perd sur décision à l'issue de dix rounds face à l'ancien champion du monde.
Cinq mois plus tard, il combat un autre ancien champion du monde, Bud Taylor. Cette fois, il l'emporte sur décision en dix rounds. Le 4 décembre 1930, les deux boxeurs sont de nouveau opposés et le français confirme sa première victoire en gagnant au bout de dix rounds.

Maurice Holtzer à Paris en novembre 1932

### Retour en France, titre national et européen
En 1931, Maurice Holtzer revient en France et devient l'un des meilleurs poids plumes du pays. Il remporte ses neuf premiers combats mais s'incline face à Georges LePerson dans un combat pour le titre de champion de France en mai 1932. Il rebondit malgré ce revers en demeurant invaincu en 1933 (dix victoires). Il obtient alors une autre chance pour le titre national en décembre 1934 contre François Augier. Maurice remporte le combat sur décision au bout de 12 rounds et s'empare ainsi du premier titre de sa carrière.
En mars 1935, Maurice Holtzer combat pour le titre de champion d'Europe des poids plumes contre Vittorio Tamagnini, combat qu'il gagne sur décision après 15 rounds. L'année suivante, il le défend contre Georges LePerson en le mettant KO technique au 13e round puis en février 1936 en battant Joseph Parisis sur décision à l'issue des 15 rounds.

### Titre IBU et fin de carrière
Après avoir battu Parisis, Holtzer livre une série de combats en Angleterre et ensuite en Afrique du Sud. En 1937, il conserve son titre européen contre Phil Dolhem à Alger sur décision au bout de 15 rounds dans un combat qui attribuait également le titre de champion IBU des poids plumes. En février 1938, il défend à nouveau ses titres européens et IBU contre Maurice Dubois à Genève même si le combat se termine par un match nul. Trois mois plus tard, Maurice Holtzer est dépossédé de son titre IBU. Il cessera de combattre en 1939. 